# Mowag Piranha
Mowag Piranha är en familj av pansarfordon tillverkat av det schweiziska företaget MOWAG, sedan april 2010 en del av General Dynamics European Land Combat Systems.
Fem generationer av fordon har producerats, tillverkats av Mowag eller under licens av andra företag, och flera varianter är i tjänst med militära styrkor över hela världen.

## Varianter
Piranhas finns i 4 × 4, 6 × 6, 8 × 8 och 10 × 10 hjul versioner. Det finns flera varianter inom dessa versioner, vilket ger olika grader av pansarskydd och flera typer av torn, för användning i olika roller. Piranha-derivat har tilldelats roller som trupptransporter, kommandofordon, brandbilar, träningsfordon och polisfordon.
Piranhas används av den schweiziska armén. Schweiziska byggda Piranha-varianter har exporterats till Sverige, Danmark, Irland, Rumänien, Spanien och Belgien. Den rumänska armén och den belgiska armén har valt Piranha IIIC 8x8. Belgien konverterade till en hjulbaserad flotta av militära fordon och ersatte alla sina M113s, AIFVs och Leopard 1s med 268 Piranha IIIC i 7 varianter.
Piranha varianter har tillverkats under licens av General Dynamics (Kanada), BAE Systems Land Systems (Storbritannien), Cardoen och FAMAE (Chile), och i USA. 8x8 US Army Stryker-fordonet härstammar från kanadensiska LAV III, som i sin tur är baserat på Piranha, liksom LAV-25-familjen i tjänst med USMC. Den australiensiska försvarsmakten har också en egen modifierad version av Piranha I 8x8 känd som ASLAV (Australian Light Armored Vehicle). ASLAV drivs av två kavaleregiment (det 2:a kavalleregimentet och 2:a/14:e lätta hästregementet) och används i rekognoceringsroller eller som APC.
Vissa varianter, som USA:s Marine Corps Light Armored Vehicle-25 (LAV-25) och dess derivat, är utrustade med propellrar för amfibisk användning, även om deras simningskapacitet är begränsad till skyddade vatten.
En ny version av Piranha V, som väger mellan 25 och 30 ton, meddelades den preliminära vinnaren av den brittiska arméns FRES-program den 8 maj 2008. Men detta drogs tillbaka sju månader senare och budgivning har börjat igen. 
General Dynamics European Land Systems lanserade sin nya Piranha Class 5 på EUROSATORY 2010 den 15 juni och det rapporteras att brittiska MoD visar nytt intresse, men kämpar med budgetbegränsningar.

## Användning i Sverige
Den 30 december 2009 påbörjade Försvarets materielverk (FMV) en ny upphandling av ett nytt splitterskyddat enhetsfordon. Detta skedde efter att den tidigare upphandling ej gått rätt till. Den 19 juli 2010 framkom det i media att MOWAG var en av budgivarna i upphandlingen. Den 13 augusti 2010 meddelade FMV att Patria med fordonet Patria XA-360 AMV vunnit den nya upphandlingen på 113 fordon med en option på ytterligare 113 fordon. Den 23 augusti 2010 överklagade MOWAG den nya upphandlingen som återigen stoppades, denna gång av Förvaltningsrätten i Stockholm. Förvaltningsrätten i Stockholm meddelade den 26 november 2010 att FMV:s upphandling genomförts på ett korrekt sätt och att det ej stridit mot lagen om offentlig upphandling. Beslutet resulterade i att Förvaltningsrättens interimistiska beslut från den 23 augusti 2010 upphörde att gälla.